# Ippling
Ippling és un municipi francès, situat al departament del Mosel·la i a la regió del Gran Est. L'any 2007 tenia 765 habitants.

## Demografia

### Població
El 2007 la població de fet d'Ippling era de 765 persones. Hi havia 288 famílies, de les quals 48 eren unipersonals (20 homes vivint sols i 28 dones vivint soles), 104 parelles sense fills, 124 parelles amb fills i 12 famílies monoparentals amb fills.
La població ha evolucionat segons el següent gràfic:
Habitants censats

### Habitatges
El 2007 hi havia 300 habitatges, 292 eren l'habitatge principal de la família, 2 eren segones residències i 6 estaven desocupats. 258 eren cases i 41 eren apartaments. Dels 292 habitatges principals, 237 estaven ocupats pels seus propietaris, 49 estaven llogats i ocupats pels llogaters i 6 estaven cedits a títol gratuït; 4 tenien dues cambres, 32 en tenien tres, 58 en tenien quatre i 198 en tenien cinc o més. 260 habitatges disposaven pel capbaix d'una plaça de pàrquing. A 107 habitatges hi havia un automòbil i a 158 n'hi havia dos o més.

### Piràmide de població
La piràmide de població per edats i sexe el 2009 era:
| Homes | Edats   | Dones |
| ----- | ------- | ----- |
| 0     | 95 o +  | 0     |
| 0     | 90 a 94 | 4     |
| 0     | 85 a 89 | 4     |
| 4     | 80 a 84 | 12    |
| 12    | 75 a 79 | 16    |
| 24    | 70 a 74 | 12    |
| 12    | 65 a 69 | 20    |
| 20    | 60 a 64 | 20    |
| 12    | 55 a 59 | 12    |
| 24    | 50 a 54 | 20    |
| 24    | 45 a 49 | 24    |
| 36    | 40 a 44 | 32    |
| 32    | 35 a 39 | 28    |
| 32    | 30 a 34 | 24    |
| 8     | 25 a 29 | 28    |
| 24    | 20 a 24 | 8     |
| 44    | 15 a 19 | 12    |
| 24    | 10 a 14 | 24    |
| 16    | 5 a 9   | 36    |
| 4     | 0 a 4   | 8     |

## Economia
El 2007 la població en edat de treballar era de 508 persones, 358 eren actives i 150 eren inactives. De les 358 persones actives 332 estaven ocupades (178 homes i 154 dones) i 26 estaven aturades (10 homes i 16 dones). De les 150 persones inactives 45 estaven jubilades, 43 estaven estudiant i 62 estaven classificades com a «altres inactius».

### Ingressos
El 2009 a Ippling hi havia 310 unitats fiscals que integraven 791 persones, la mediana anual d'ingressos fiscals per persona era de 18.884 €.

### Activitats econòmiques
Dels 22 establiments que hi havia el 2007, 1 era d'una empresa de fabricació d'altres productes industrials, 6 d'empreses de construcció, 3 d'empreses de comerç i reparació d'automòbils, 3 d'empreses de transport, 1 d'una empresa d'hostatgeria i restauració, 2 d'empreses de serveis, 5 d'entitats de l'administració pública i 1 d'una empresa classificada com a «altres activitats de serveis».
Dels 6 establiments de servei als particulars que hi havia el 2009, 2 eren paletes, 1 guixaire pintor, 1 lampisteria, 1 electricista i 1 empresa de construcció.
L'any 2000 a Ippling hi havia 4 explotacions agrícoles.

## Equipaments sanitaris i escolars
El 2009 hi havia 1 escola maternal i 1 escola elemental.

## Poblacions més properes
El següent diagrama mostra les poblacions més properes.